# ناراهنپیتا
ناراهنپیتا (به لاتین: Narahenpita) یک منطقهٔ مسکونی در سری‌لانکا است که در ناحیه کلمبو واقع شده‌است.